# Leucania purpurpatagis
Leucania purpurpatagis là một loài bướm đêm trong họ Noctuidae.